# Manisha Koirala

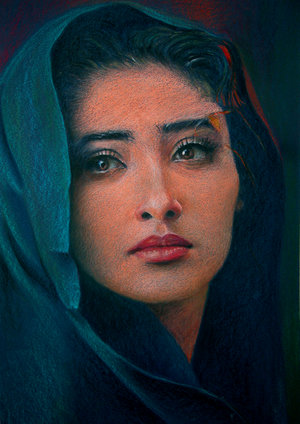
retrat de Manisha Koirala

Manisha Koirala (en nepalès मनिषा कोइराला)(Katmandú, Nepal, 16 d'agost de 1970) és una actriu indonepalesa que treballa en el cinema indi. Va començar actuant en produccions en hindi abans de participar en nombroses pel·lícules tàmils. També és coneguda pel seu compromís social i per ser ambaixadora d'una agència de l'ONU dedicada a sensibilitzar sobre els problemes demogràfics. És igualment una ballarina de les danses tradicionals índies bharatnatyam i manipuri.
Koirala va debutar a Bollywood el 1991 amb Saudagar, un drama dirigit per Subhash Ghai. Després va col·laborar amb alguns dels cineastes indis més destacats del seu temps, i al llarg de la dècada dels 90 va arribar a ser una de les actrius més conegudes a l'Índia, sobretot reconeguda pel seu art interpretatiu, molt apreciat per la crítica.
Coneguda pels seus retrats de personatges dramàtics forts, Koirala ha participat sobretot en produccions de cinema dramàtiques i realistes.

## Filmografia seleccionada
- 1994: Sangdil Sanam
- 1994: 1942: A Love Story
- 1995: Guddu
- 1995: Bombay
- 1996: Khamoshi: The Musical
- 1996: Majhdhaar
- 1997: Gupt: The Hidden Truth
- 1998: Dil Se
- 1999: Mudhalvan
- 2001: Lajja
- 2002: Company
- 2010: I Am
- 2011: Mappillai
- 2017: Dear Maya

## Premis
Guanyadora
- 1996, Filmfare de la crítica a la millor actuació, Bombay
- 1997, Filmfare de la crítica a la millor actuació, Khamoshi: The Musical
- 1997, Star Screen a la millor actriu, Khamoshi: The Musical
- 2003, Filmfare de la crítica a la millor actuació, Company
- 2004, Bengal Film Journalists' Association Awards, millor actriu, Escape From Taliban
- 2006, Gorkha Dakshin Bahu, distinció atorgada pel rei del Nepal per la seva contribució al cinema indi[2][3]

Nominada
- 1995, Filmfare a la millor actriu, 1942:A Love Story
- 1996, Filmfare a la millor actriu, Akele Hum Akele Tum
- 1997, Filmfare a la millor actriu, Khamoshi: The Musical
- 1999, Filmfare a la millor actriu, Dil Se